# Kościół Matki Bożej Różańcowej w Warszawie
Kościół Matki Bożej Różańcowej – rzymskokatolicki kościół parafialny należący do parafii pod tym samym wezwaniem (dekanat bródnowski diecezji warszawsko-praskiej). Znajduje się w warszawskiej dzielnicy Targówek, na osiedlu Bródno.

## Opis
Fundamenty pod nową świątynię została poświęcone przez kardynała Stefana Wyszyńskiego w 1949 roku, natomiast w 1957 roku ten sam biskup wmurował kamień węgielny. Do 1960 roku, czyli gdy kościół został poświęcony w stanie surowym, liturgia sprawowana była w kaplicy Domu Pracy im. Kard. Aleksandra Kakowskiego przy ul. Poborzańskiej 33. W 1964 roku kardynał Stefan Wyszyński konsekrował nową świątynię. W latach osiemdziesiątych XX wieku zostało przebudowane prezbiterium, filary zostały obłożone marmurem i zostały rozbudowane organy. 

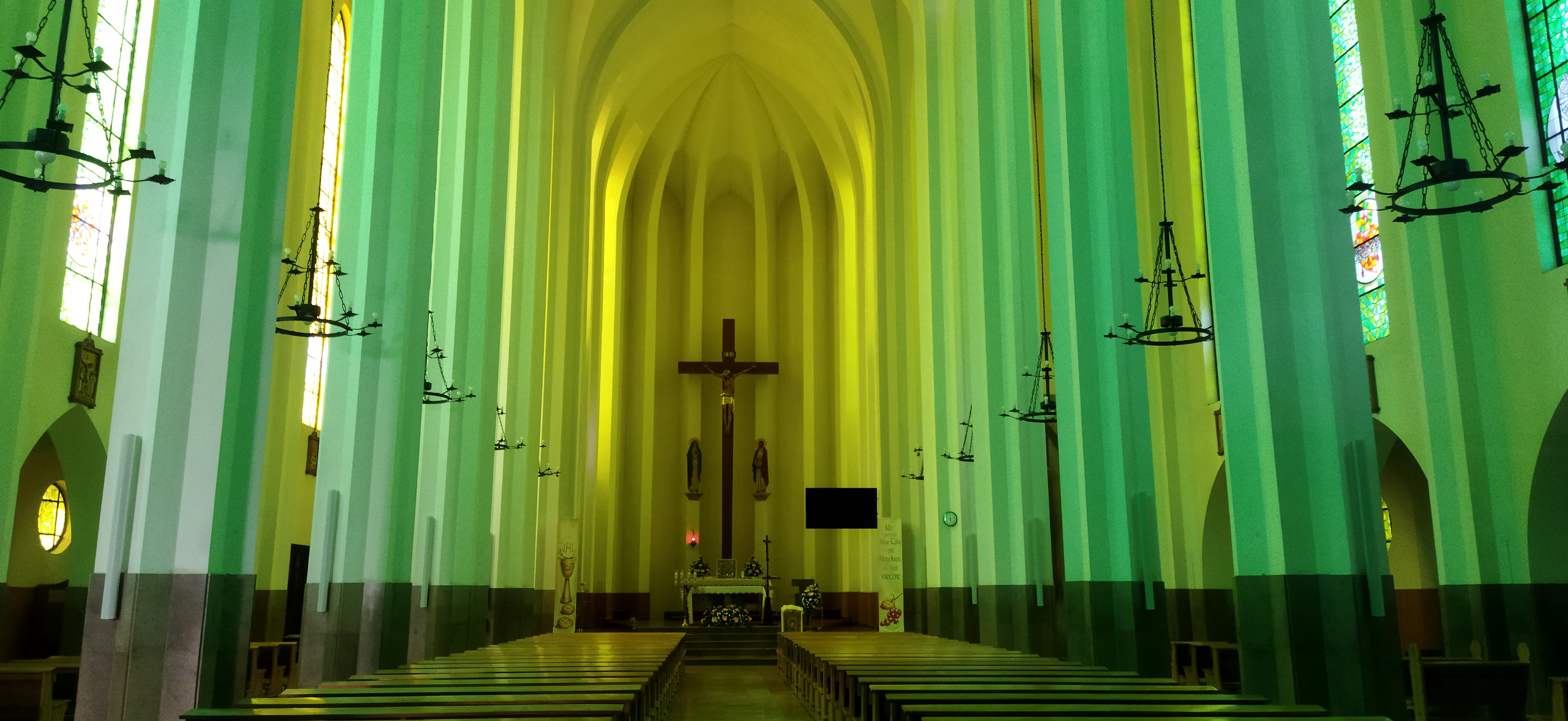
Wnętrze świątyni

W 1992 roku świątynia otrzymała marmurowe ołtarze: soborowy i poświęcony Matki Bożej oraz chrzcielnicę. Zamontowanych zostało 12 witraży oraz zostały wstawione nowe ławki. Od 2006 roku została wymieniona posadzka w świątyni i zakrystii, schody przed świątynią, oraz wszystkie konfesjonały. Została ufundowana nowa droga krzyżowa na zewnątrz świątyni oraz tablice poświęcone Św. Janowi Pawłowi II i Prymasowi Tysiąclecia Stefanowi kardynałowi Wyszyńskiemu. W dniu 15 maja 2011 roku koronowana została figura Matki Bożej Różańcowej. W 2012 roku został zakończony remont elewacji zewnętrznej świątyni. W dniu 19 czerwca 2014 została poświęcona i oddana do użytku wiernych Kaplica Adoracji Najświętszego Sakramentu jako wotum parafian za 100 lat istnienia parafii. 
W dniu 25 marca 2015 roku ks. abp Henryk Hoser podniósł kościół do rangi Sanktuarium Diecezjalnego Matki Bożej Różańcowej.